# Zo zijn we niet getrouwd
Zo zijn we niet getrouwd en/of Ik hoop dat 't nooit ochtend wordt is een studioalbum van Gerard Cox. De albums verschenen in 1978. Van Zo zijn we niet getrouwd verscheen de single Pijn is 'n souvenir, die maar matig succes had. Kennelijk was het onvoldoende om de elpee te laten verkopen. Het album kreeg een nieuwe titel in Ik hoop dat 't nooit ochtend wordt waarbij Pijn is 'n souvenir vervangen werd door de single Ik hoop dat 't nooit ochtend wordt. Ook dat nummer werd echter geen hit. De twee albums waren de enige albums die Cox via Ariola uitbracht. Hij verruilde Ariola in 1987 voor EMI.

## Muziek
| Nr. | Titel                                           | Duur |
| --- | ----------------------------------------------- | ---- |
| 1.  | Chrisje (Jan Boerstoel, Ruud Bos)               | 3:48 |
| 2.  | Je weet niet wat je doet (Paul Simon, Cox)      | 3:22 |
| 3.  | Pijn is 'n souvenir (Hans Dorrestijn, Ruud Bos) | 2:45 |
| 4.  | Weinig tot niets (Cox, Hugo den Ouden)          | 2:18 |
| 5.  | Zo’n regel (Cox, Hugo den Ouden)                | 2:25 |
| 6.  | Doodgewoon geluk (Jan Boerstoel, Ruud Bos)      | 5:00 |

| Nr. | Titel                                                                      | Duur |
| --- | -------------------------------------------------------------------------- | ---- |
| 1.  | Ik hoop dat 't nooit ochtend wordt (Gian Pietro Felisatti, Gilles Olivier) | 4:48 |
| 2.  | Chrisje                                                                    | 3:45 |
| 3.  | Je weet niet wat je doet                                                   | 3:20 |
| 4.  | Weinig tot niets                                                           | 2;30 |
| 5.  | Zo’n regel                                                                 | 2:26 |
| 6.  | Doodgewoon geluk                                                           | 5:05 |

| Nr. | Titel                                        | Duur |
| --- | -------------------------------------------- | ---- |
| 1.  | Argwaan (Hans Dorrestijn, Ruud Bos)          | 3:37 |
| 2.  | Eendjes voeren (Hans Dorrestijn, Ruud Bos)   | 3:48 |
| 3.  | Zo zijn we niet getrouwd (Cox, Ruud Bos)     | 2:22 |
| 4.  | Kinderen (Cox, Hugo den Ouden)               | 4:00 |
| 5.  | Juffrouw Iks (Hugo den Ouden, Jan Boerstoel) | 3:40 |
| 6.  | Later (Simon Carmiggelt, Ruud Bos)           | 1;26 |